# Al-Yazdiah
Al-Yazdiah ist ein syrisches Dorf im Bezirk Safita im Gouvernement Tartus. Es befindet sich etwa 6 Kilometer südlich der Stadt Safita. Das Dorf befindet sich an den westlichen Hängen des Latakia-Gebirges, etwa 25 Kilometer östlich der Mittelmeerküste. Dahr al-Yazdiah und Khirbet Abu Hamdan gehören verwaltungstechnisch zum Dorf. Es überblickt den Al-Abrash-Damm.
Das Dorf hat eine christliche Bevölkerung, bestehend aus griechisch-orthodoxen und evangelisch-presbyterianischen Glaubensrichtungen, mit einer Minderheit von Alawiten.

## Kirche der Entschlafung der Jungfrau Maria
Die Al-Yazdiah-Kirche, die der Entschlafung der Gottesmutter gewidmet ist, deren Fest am 15. August gefeiert wird, ist eine historische Kirche, die ursprünglich im Jahr 1835 erbaut wurde. Der erste Bau war ein einfaches Holzgebäude, das von hölzernen Säulen, den so genannten „swamik“, „minarets“ und „budduds“, gestützt und mit Erde bedeckt wurde. Später, im Jahr 1885, wurde die Kirche auf einer Fläche von etwa 200 Quadratmetern aus Stein neu errichtet. Die dicken Steinmauern, die bis zu 140 cm hoch sind, erwecken den Eindruck eines größeren Bauwerks. Es wird vermutet, dass die Russisch-Palästinensische Gesellschaft den Bau dieser Steinkirche sowie der Kirchen von Bdada und Beit Shoebat finanziert und beaufsichtigt hat, wie aus den auf diesen Gebäuden eingravierten Daten hervorgeht.
Im Jahr 1997 wurde die Kirche unter Beibehaltung ihres ursprünglichen architektonischen Stils um 50 Quadratmeter erweitert. Bei dieser Renovierung wurde auch die Ikonostase aus kunstvoll geschnitztem und verziertem Holz geschaffen. Ihre modernen, handgemalten Ikonen stehen neben mehreren älteren Ikonen. In der Kirche befinden sich zwei alte steinerne Taufbecken, von denen eines bei der Renovierung durch ein tragbares Kupferbecken ersetzt wurde.